# Atopobium vaginae
Atopobium vaginae is een anaerobe bacterie die voorkomt in de vagina van vrouwen met bacteriële vaginose.